# Rhipidomys latimanus
Rhipidomys latimanus es una especie de roedor de la familia Cricetidae.

## Distribución geográfica
Se encuentra en Colombia y Ecuador.
También hay evidencias amplias de su aparición en San Carlos , Costa Rica.
Fuente:
https://www.researchgate.net/figure/Records-of-individuals-and-footprints-of-some-rodent-species-found-in-buffer-zones-of_fig2_316277252